# 秋桜 -コスモス-/夢先案内人
『秋桜 -コスモス- / 夢先案内人』（コスモス / ゆめさきあんないにん）は、2003年9月24日、ユニバーサルJより発売された宮地真緒1枚目のシングル。

## 概要
- 前年、連続テレビ小説『まんてん』の大ヒットで一躍人気女優の仲間入りを果たした宮地真緒の歌手デビュー作品。
- ホリ・エージェンシー所属者の歌手デビューは2002年5月9日に発売された藤沢潤子「地平線の夢」以来1年4ヵ月ぶりとなった[1]。
- 収録されている2曲とも山口百恵のカバー。
- DVD付初回限定盤[1]と通常盤[2]の2形態で発売。初回限定盤は「秋桜」のミュージック・ビデオとメイキング映像を収録。
- オリコンチャート初登場23位は、ホリエージェンシー所属者の発表楽曲では現時点で最高順位。2012年現在もこの記録は破られていない。

## 収録曲
編曲：武部聡志
1. 秋桜 -コスモス-
  - 作詞・作曲：さだまさし
2. 夢先案内人
  - 作詞：阿木燿子　作曲：宇崎竜童
3. 秋桜 -コスモス- （Instrumental）
4. 夢先案内人（Instrumental）

## 参加ミュージシャン
- 武部聡志（Piano,Keyboards） - #1、2
- 小倉博和（Guitars,Bass） - #1
- 大儀見元（Percussion） - #1
- 弦一徹Strings（Strings） - #1、2
- 山中正文（Synthesizer Operation） - #2
- 川江美奈子（Chorus） - #2